# Суид-Прери (тауншип, Миннесота)
Суид-Прери (англ. Swede Prairie) — тауншип в округе Йеллоу-Медисин, Миннесота, США. На 2000 год его население составило 162 человека.

## География
По данным Бюро переписи населения США площадь тауншипа составляет 94,1 км², из которых 94,0 км² занимает суша, a вода составляет 0,03 %.

## Демография
По данным переписи населения 2000 года здесь находились 162 человека, 57 домохозяйств и 47 семей. Плотность населения —  1,7 чел./км². На территории тауншипа расположено 65 построек со средней плотностью 0,7 построек на один квадратный километр. Расовый состав населения: 100,00 % белых.
Из 57 домохозяйств в 38,6 % воспитывались дети до 18 лет, в 82,5 % проживали супружеские пары и в 15,8 % домохозяйств проживали несемейные люди. 15,8 % домохозяйств состояли из одного человека, при том 7,0 % из — одиноких пожилых людей старше 65 лет. Средний размер домохозяйства — 2,84, а семьи — 3,10 человека.
30,2 % населения — младше 18 лет, 5,6 % — в возрасте от 18 до 24 лет, 28,4 % — от 25 до 44, 22,2 % — от 45 до 64, и 13,6 % — старше 65 лет. Средний возраст — 37 лет. На каждые 100 женщин приходилось 102,5 мужчин. На каждые 100 женщин старше 18 приходилось 109,3 мужчин.
Средний годовой доход домохозяйства составлял 55 250 долларов, а средний годовой доход семьи —  56 250 долларов. Средний доход мужчин —  25 625  долларов, в то время как у женщин — 23 125. Доход на душу населения составил 18 955 долларов. За чертой бедности находились 7,5 % семей и 6,5 % всего населения тауншипа, из которых 6,5 % младше 18 и 8,7 % старше 65 лет.